# Fuerte de Coll de Ladrones
El Fuerte de Coll de Ladrones que ha llegado a nuestros días es un fuerte fusilero del siglo XIX emplazado en el municipio de Canfranc (Aragón, España). 

## Descripción
Edificado sobre peñascos a 1351 metros de altitud, el fuerte cierra el paso del valle de Canfranc hacia la frontera francesa, constituyendo un perfecto ejemplo de arquitectura militar moderna adaptada a un terreno montañoso. Las laderas cercanas se encuentran cubiertas de vegetación de abetos, serbales, abedules, arces y endrinos.
Dentro del fuerte despuntan dos edificios revestidos de piedra del país. El más umbrío fue cuartel para la tropa, y posee dos naves y dos pisos. El más soleado se reservó para oficiales, oficinas y enfermería, sobresaliendo su escalera señorial.
Las defensas artilleras ocupan cuatro bocas orientadas al norte excavadas en roca, además del correspondiente polvorín. Una espectacular galería aspillerada, abierta en la roca, desciende hasta una batería situada sobre el río, batiendo directamente la carretera.
La roca forma parte esencial del sistema defensivo, con igual o mayor importancia que los muros de fábrica.
Como complemento al fuerte, se construyó junto a la carretera valle abajo, la Torreta de los Fusileros.

## Historia
Aunque los orígenes del Fuerte Coll de Ladrones se remontan a finales del siglo XVI, la edificación actual es del siglo XIX.
A mediados de ese siglo, el Gobierno español —con el recuerdo todavía cercano de la Guerra de la Independencia— estaba preocupado por la defensa del Valle de Canfranc.
Don Juan Martínez Zermeño, uno de los mejores ingenieros militares de la época, fue enviado a reconocer el Pirineo aragonés occidental para construir un fuerte nuevo, ya que los viejos castillos de Candanchú y Canfranc, así como la Torre de la Espelunga (También llamada "Espelunga de Agulla") , estaban en un estado ruinoso.
La construcción del actual fuerte comenzó en 1888 y las obras fueron concluidas en noviembre de 1900 con la intención de defender el nuevo ferrocarril internacional que se inauguraría tras la apertura del túnel ferroviario de Somport. También fue utilizado como puesto de vigilancia para impedir el contrabando.
En octubre de 1990 el Ministerio de Defensa español subastó el edificio, siendo adjudicado a una empresa privada.
Recientemente se ha reabierto al público con fines turísticos.

## Enlaces de interés
- Wikimedia Commons alberga una categoría multimedia sobre Fuerte de Coll de Ladrones.
- Fuerte de Coll de Ladrones en CastillosNet.
- aspejacetania.com Archivado el 3 de enero de 2017 en Wayback Machine.
- canfranc.es
- Patrimonio cultural de Aragón.es

- Datos: Q5870558
- Multimedia: Fuerte de Coll de Ladrones / Q5870558